# Eenie Meanie (filme)
Eenie Meanie é um futuro filme americano de suspense escrito e dirigido por Shawn Simmons. Samara Weaving lidera o elenco que inclui Karl Glusman, Jermaine Fowler, Marshawn Lynch, Randall Park, Steve Zahn e Andy Garcia.
O filme será lançado no dia 22 de agosto de 2025 no Hulu nos Estados Unidos e internacionalmente no Disney Plus através da aba Star.

## Premissa
Edie, uma ex-motorista de fuga adolescente, é arrastada de volta ao seu passado desagradável quando seu antigo chefe lhe oferece a chance de salvar a vida de seu ex-namorado não confiável.

## Elenco
- Samara Weaving como Edie
  - Elle Graham como a jovem Edie
- Karl Glusman como John
- Steve Zahn como Pai
- Andy Garcia como Nico
- Randall Park como Leo
- Marshawn Lynch como Perm Walters
- Mike O'Malley como George

Além disso, Kyanna Simone, Jermaine Fowler e Chris Bauer foram escalados para papéis não revelados.

## Produção

### Desenvolvimento
Em setembro de 2021, foi anunciado que a 20th Century Studios adquiriu os direitos de um suspense sem título escrito pelo criador de Wayne, Shawn Simmons, com produção de Rhett Reese e Paul Wernick. Em julho de 2023, foi anunciado que o filme se chamaria Eenie Meanie, com Simmons como diretor e Samara Weaving como protagonista. Em março de 2024, Karl Glusman entrou para o filme. Kyanna Simon e Randall Park entraram em abril de 2024. No mês seguinte, Andy Garcia, Jermaine Fowler, Marshawn Lynch, Chris Bauer, Steve Zahn e Mike O'Malley entraram para o elenco.

### Filmagens
As filmagens começaram em 24 de abril de 2024, em Cleveland, Ohio, sob o título provisório Stickshift e com Tim Ives como diretor de fotografia. As filmagens também ocorreram em Lakewood e Toledo, com o Hollywood Casino sendo usado como locação. As filmagens terminaram em 29 de junho.

## Lançamento
O filme será lançado no dia 22 de agosto de 2025 pela 20th Century Studios no Hulu nos Estados Unidos e internacionalmente no Disney Plus através da aba Star.